# BMW B58
| B58                            | B58                                                   |
| ------------------------------ | ----------------------------------------------------- |
|                                |                                                       |
| Виробник:                      | BMW                                                   |
| Марка:                         | B58                                                   |
| Тип:                           | Шестициліндровий двигун рядний                        |
| Робочий об'єм:                 | - 3,0 л (2,998 куб.см) см3                            |
| Максимальна потужність:        | 240–285 кВт (322–382 к.с.) кВт                        |
| Максимальний обертовий момент: | 450–500 Н⋅м (332–369 фунт⋅фут) Н·м                    |
| Конфігурація:                  | R6                                                    |
| Циліндрів:                     | 6                                                     |
| Клапанів:                      | 24                                                    |
| Хід поршня:                    | - 94.6 мм (3.72 дюйма) мм                             |
| Діаметр циліндра:              | - 82 мм (3.23 дюйма) мм                               |
| Ступінь стиску:                | 11.0:1                                                |
| Система живлення:              | Пряме впорскування                                    |
| Охолодження:                   | рідинне охолодження                                   |
| Газорозподільний механізм:     | DOHC 4 клапана на циліндр Valvetronic Подвійний VANOS |
| Матеріал блоку циліндрів:      | Алюміній із закритою декою                            |
| Матеріал ГБЦ:                  | Алюміній                                              |
| Ресурс:                        | 250 тис. км.                                          |
| Тактність (число тактів):      | 4                                                     |
| Червона зона:                  | 7,000 об/хв                                           |
| Рекомендоване паливо:          | Бензин                                                |

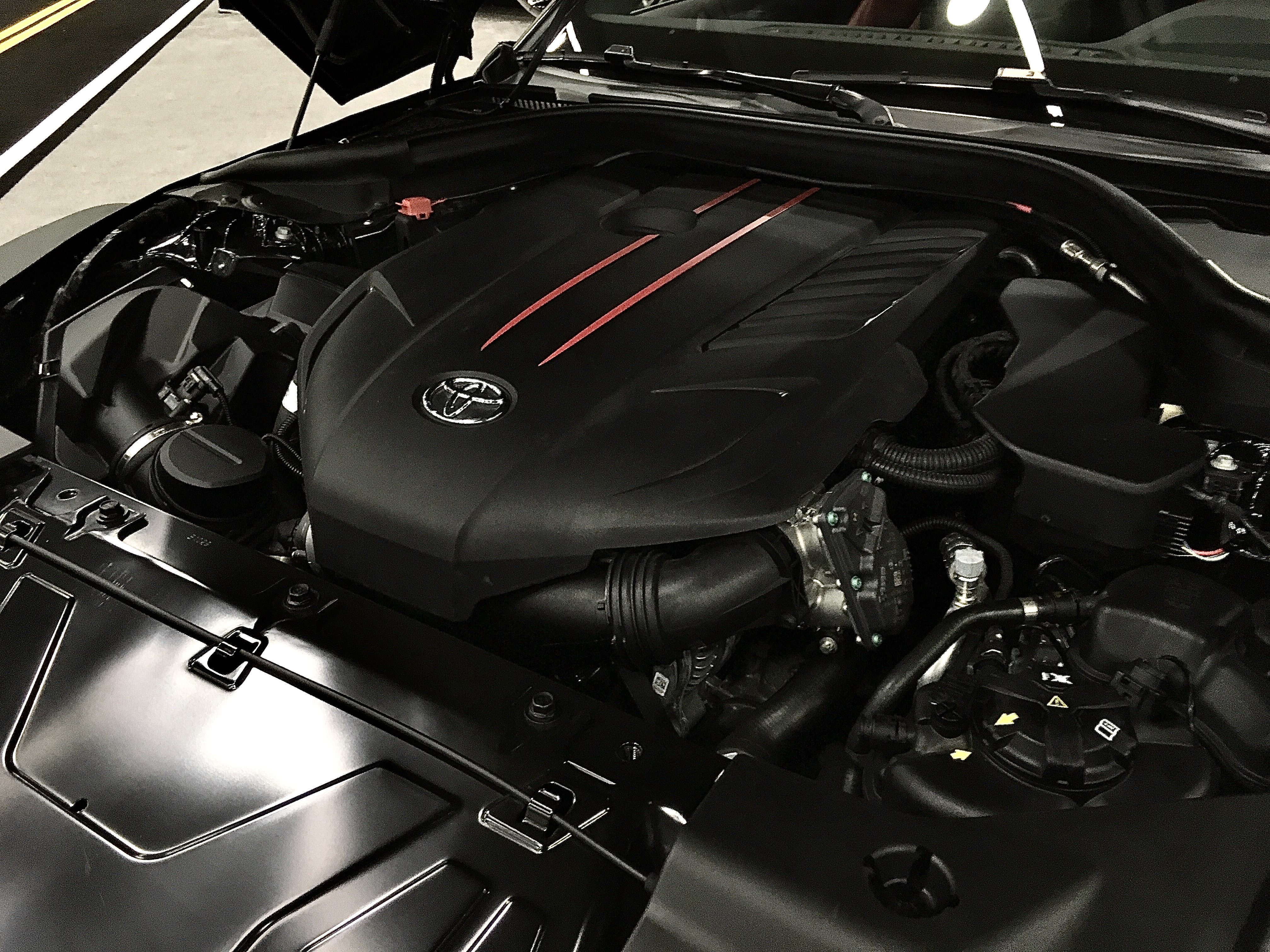
2020 Toyota Supra, двигун B58B30C (USDM)

BMW B58 — це рядний шестициліндровий двигун з турбонаддувом, який почали випускати в 2015 році. B58 замінив N55 і був представлений у F30 340i.
B58 є частиною нового сімейства модульних двигунів BMW, кожен двигун має робочий об’єм 500 куб., на циліндр, після двигунів B38 і B48.
Двигун B58 був названий 10 найкращими двигунами світу у 2016 році (встановлений на 340i та 440i), 2016, 2018 та 2022 роках (M240i), X3 та X4 M40i, Z4 M40i, 2019 (X5) і 2019 (M340i).
Двигун S58, випущений на початку 2019 року, є високопродуктивною версією B58.

## Дизайн
Порівняно зі своїм попередником BMW N55, B58 має на 20% збільшення тиску наддуву, закриту конструкцію блоку двигуна, збільшення ступеня стиснення до 11,0:1 і невелике збільшення робочого об’єму з 2979 до 2998 куб.см (від 181,8 до 182,9 куб. дюймів) із доданою вагою 8 кг.
Проміжний охолоджувач — конструкція «вода-повітря» — інтегрований у впускну камеру, щоб зменшити об’єм повітря між турбокомпресором і циліндрами.
Відповідно до N55, B58 також оснащений турбонаддувом з подвійним скроллом, прямим уприскуванням палива, змінним газорозподілом (називається подвійним Vanos від BMW), змінним підйомом клапана (називається BMW Valvetronic). Червона лінія залишається на рівні 7000 об/хв, діаметр і хід поршня 82 мм × 94,6 мм (3,23 дюйма × 3,72 дюйма) відповідно.
B58 також має встановлену на двигуні систему теплоізоляції для зменшення зносу двигуна та викидів під час запуску.
Будучи частиною нового сімейства модульних двигунів BMW, картер є абсолютно новою конструкцією, ідентичною дизельній версії B57, розробленій як бензиновий і дизельний двигун в одній спільній частині. Картер із закритою декою має абсолютно нову конструкцію, яку можна впізнати за складною системою ребер на стороні вихлопу та впуску та додатковим підсилювальним каркасом на стороні масляного насоса.

## Моделі
| Двигун   | Потужність                              | Крутний момент                             | Роки           |
| -------- | --------------------------------------- | ------------------------------------------ | -------------- |
| B58B30M0 | 240 кВт (322 к. с.) при 5500–6500 об/хв | 450 Н⋅м (332 фунт⋅фут) при 1380–5000 об/хв | 2015–2019 роки |
| B58B30M0 | 250 кВт (335 к. с.) при 5500 об/хв      | 500 Н⋅м (369 фунт⋅фут) при 1520–4500 об/хв | 2016–2021 роки |
| B58B30M0 | 250 кВт (335 к. с.) при 5500-6500 об/хв | 450 Н⋅м (332 фунт⋅фут) при 1380–5200 об/хв | 2017–2019 роки |
| B58B30M0 | 265 кВт (355 к. с.) при 5500–6500 об/хв | 500 Н⋅м (369 фунт⋅фут) при 1520–4800 об/хв | 2016–2019 роки |
| B58B30M1 | 250 кВт (335 к. с.) при 5000–6500 об/хв | 500 Н⋅м (369 фунт⋅фут) при 1600–4500 об/хв | 2018–          |
| B58B30C  | 250 кВт (335 к. с.) при 5000–6500 об/хв | 500 Н⋅м (369 фунт⋅фут) при 1600–4500 об/хв | 2018–          |
| B58B30O1 | 285 кВт (382 к. с.) при 5000–6500 об/хв | 500 Н⋅м (369 фунт⋅фут) при 1600–4500 об/хв | 2018–          |
| S58B30T0 | 338 кВт (453 к. с.) при 6250 об/хв      | 550 Н⋅м (406 фунт⋅фут) при 2600–5950 об/хв | 2023–          |
| S58B30T0 | 353 кВт (473 к. с.) при 6250 об/хв      | 550 Н⋅м (406 фунт⋅фут) при 2600–5950 об/хв | 2020–          |
| S58B30T0 | 353 кВт (473 к. с.) при 6250 об/хв      | 620 Н⋅м (457 фунт⋅фут) при 2600–5950 об/хв | 2019–          |
| S58B30T0 | 375 кВт (503 к. с.) при 6250 об/хв      | 650 Н⋅м (479 фунт⋅фут) при 2600–5950 об/хв | 2019–          |

### B58B30M0: версія потужністю 240 кВт (322 к. с.).
Застосування:
- 2015–2019 F30/F31/F34 340i
- 2016–2019 F32/F33/F36 440i
- 2016–2019 G11/G12 740i/Li

### B58B30M0: версія потужністю 250 кВт (335 к. с.).
Застосування:
- 2016–2019 F20/F21 M140i
- 2016–2021 F22/F23 M240i[14]
- 2017–2019 G30/G31 540i[15]
- 2017–2019 G32 640i

### B58B30M0: версія потужністю 265 кВт (355 к. с.).
Ця версія використовувалася для 3-/4-Серії з "M Performance Power та Звуковим пакетом".
Застосування:
- 2016-2019 F30/F31/F34 340i[16]
- 2016-2019 F32/F33/F36 440i
- 2017–2019 G01 X3 M40i[17]
- 2018–2019 G02 X4 M40i

### B58B30M1: 250 кВт (335 к. с.)
Застосування:
- 2018–тепер G05 X5 xDrive40i/sDrive40i[18]
- 2018–тепер G07 X7 xDrive40i
- 2018–тепер G29 Z4 M40i (у країнах, на які поширюються стандарти ЄС щодо викидів)[19]
- 2020–тепер G30/G31 540i
- 2020–тепер G32 640i
- 2020–тепер G06 X6 xDrive40i
- 2020–тепер G11/G12 740i
- 2019–тепер G14/G15/G16 840i
- 2020 Morgan Plus Six[20]

### B58B30C: 250 кВт (335 к. с.)
- 2020 Toyota Supra[21]

### B58B30O1: 285 кВт (382 к.с.)
Застосування:
- 2018–тепер G29 Z4 M40i (у країнах, на які не поширюються стандарти ЄС щодо викидів)
- 2019–тепер G20 M340i
- 2019–тепер G21 M340i
- 2020–тепер G01 X3 M40i
- 2019–тепер G02 X4 M40i
- 2020–тепер G22 M440i
- 2021–тепер Toyota Supra[21] (у країнах, на які не поширюються стандарти ЄС щодо викидів)
- 2021–тепер G42 M240i
- 2023-тепер G70 M760e

## S58
| B58                            | B58                                |
| ------------------------------ | ---------------------------------- |
|                                |                                    |
| Виробник:                      | BMW                                |
| Марка:                         | B58                                |
| Тип:                           | Шестициліндровий двигун рядний     |
| Робочий об'єм:                 | - 3,0 л (2,998 куб.см) см3         |
| Максимальна потужність:        | 338–375 кВт (453–503 к.с.) кВт     |
| Максимальний обертовий момент: | 550–650 Н⋅м (406–479 фунт⋅фут) Н·м |
| Конфігурація:                  | R6                                 |
| Циліндрів:                     | 6                                  |
| Клапанів:                      | 24                                 |
| Хід поршня:                    | - 90 мм (3.3 дюйма) мм             |
| Діаметр циліндра:              | - 84 мм (3.5 дюйма) мм             |
| Система живлення:              | Пряме впорскування                 |
| Охолодження:                   | рідинне охолодження                |
| Газорозподільний механізм:     | DOHC ЗФГ                           |
| Матеріал блоку циліндрів:      | немає даних                        |
| Матеріал ГБЦ:                  | немає даних                        |
| Тактність (число тактів):      | 4                                  |
| Червона зона:                  | 7,200 об/хв                        |
| Рекомендоване паливо:          | Бензин                             |

Двигун BMW S58 є високопродуктивною версією двигуна B58. Він був представлений у F97 X3 M та F98 X4 M, ставши першим випадком, коли окрему модель M було виготовлено для X3 та X4.
S58 має подвійний турбонаддув, червона лінія на рівні 7200 обертів на хвилину з діаметром циліндрів і ходом поршнів 84 мм × 90 мм (3,31 × 3,54 дюйма).

### S58B30T0: 338 кВт (453 к. с.)
- 2023–тепер G87 M2

### S58B30T0: 353 кВт (473 к. с.)
Застосування:
- 2019–дотепер F97 X3 M
- 2019–дотепер F98 X4 M
- 2021–дотепер G80 M3[23]
- 2021–дотепер G82 M4

### S58B30T0: 375 кВт (503 к. с.)
Застосування:
- 2019–дотепер F97 X3 M Competition
- 2019–дотепер F98 X4 M Competition
- 2021–дотепер G80 M3 Competition
- 2021–дотепер G82 M4 Competition